# Du Pareil au Même
Du Pareil au Même (DPAM o DP...am) è una società francese di abbigliamento per bambini.

## Descrizione
Casa di produzione e distributrice, la società commercializza abbigliamento, scarpe e accessori per bambini da 0 a 14 anni. La filosofia di Du Pareil au Même è basata su 4 linee guida: qualità, prezzo abbordabile, stile e scelta. Per questo motivo, i capi di DPAM hanno una durata di vita relativamente corta e il rinnovo delle collezioni è molto frequente.
La società prende il nome da una frase idiomatica francese che in italiano significa "la stessa cosa" o "lo stesso".
Il gruppo dispone di negozi monomarca ed è presente in 600 negozi in 26 paesi del mondo.
Fondata nel 1986, Du Pareil au Même ha sede a Massy, Ris-Orangis nell'Essonne e Montpellier. In precedenza aveva sede a Wissous. È stata quotata in borsa (Euronext Paris) dal 1995 al 2008 (anno di acquisizione da parte di HPartners).

## Cronologia[3]
1986: Creazione di Du Pareil au même

1994: Creazione di DPAM Bébé

1995: DPAM entra in borsa

1998: DPAM è venduta alla società Konanee

1999: Apertura del n° 100 negozio DPAM

2000: DPAM apre nuovi negozi in Italia, Spagna e Portogallo

2000: Creazione di DPAM Scarpe

2001: DPAM apre un magazzino di 22 000 m² à Ris-Orangis

2004: Lancio in Francia della carta Club des mamans

2004: DPAM si apre all'affiliazione

2004: Apertura del negozio n° 200

2006: DPAM apre il negozio n° 300

2008: HPartners compra DPAM

2009: Patrick Bécouarn, ex-PDG di Kraft General Foods, prende la direzione di DPAM

2009: DPAM si modernizza e migliora i flussi di spedizione

2009: Apertura del negozio n° 400

2010: Tramite DPAM, HPartners riacquista Petits Petons e Tout Compte Fait

2010: DPAM trasloca nella nuova sede a Massy

2011: DPAM apre il negozio n° 500

2012: Apertura di negozi in Finlandia, Colombia e Cina

2013: DPAM apre il negozio n° 600.